# Starygród
Starygród – wieś w Polsce położona w województwie wielkopolskim, w powiecie krotoszyńskim, w gminie Kobylin.
W wieku XII w Ziemi poznańskiej jako gród - siedziba kasztelana. 
W okresie Wielkiego Księstwa Poznańskiego (1815-1848) miejscowość wzmiankowana jako Starogród należała do wsi większych w ówczesnym pruskim powiecie Krotoszyn w rejencji poznańskiej. Starogród należał do okręgu kobylińskiego tego powiatu i stanowił odrębny majątek, którego właścicielem była wówczas Bronikowska. Według spisu urzędowego z 1837 roku wieś liczyła 290 mieszkańców, którzy zamieszkiwali 23 dymy (domostwa).
3 sierpnia 1868 r. w Starymgrodzie urodził się Józef Chełkowski.
W latach 1975–1998 miejscowość administracyjnie należała do województwa leszczyńskiego.